# پراکندگی پادگرمسیری
پراکندگی پادگرمسیری (یا پراکندگی دوگرمسیری) (به انگلیسی: Antitropical distribution)، نوعی پراکندگی گسسته است که در آن یک گونه یا کلاد در عرض‌های جغرافیایی قابل مقایسه در سراسر استوا وجود دارد اما در مناطق استوایی وجود ندارد. به عنوان مثال، یک گونه ممکن است در شمال مدار راس سرطان و جنوب مدار راس جدی یافت شود، اما نه در میان این دو. با گذشت زمان از زمان پراکندگی، جمعیت‍های جداشده ممکن است همان گونه، گونه یا کلاد باشند. این که شکل‌های حیات چگونه خود را در نیمکره مخالف پراکنده می‌کنند، در حالی که به‌طور معمول نمی‌توانند در میان آنها زنده بمانند، به گونه بستگی دارد. گیاهان ممکن است بذر خود را از طریق باد، جانوران یا روش‌های دیگر پخش کنند و سپس با رسیدن به آب و هوای مناسب جوانه بزنند، در حالی که حیات دریایی ممکن است بتواند در مناطق گرمسیری در حالت لاروی یا با عبور از جریان‌های عمیق اقیانوسی با دمای بسیار سردتر حرکت کند. برای پراکندگی آمفی‌تروپیک آمریکا، به‌طور کلی پراکنده‌شدن به احتمال زیاد بیشتر از جانشینی از پراکندگی پیشین از جمله مناطق استوایی در آمریکای شمالی و جنوبی توافق شده‌است.